# Nettuno 2 Baseball Club
Il Nettuno 2 Baseball Club è una squadra maschile di baseball di Nettuno, comune in provincia di Roma.
Non va confuso con altre società del territorio come il Nettuno Baseball Club 1945 (erede del vecchio Nettuno BC) o il Nettuno Baseball City.

## Storia
L'anno ufficiale di fondazione del club è il 1999.
Fino al 2009, la seconda formazione nettunese ha oscillato tra Serie A2 e Serie B, utilizzando spesso giovani destinati alla prima squadra. A partire dal 2010, con la riorganizzazione dei campionati e la creazione di una nuova lega, il Nettuno 2 ha fatto parte della neonata Italian Baseball League II come franchigia del Nettuno Baseball Club. La squadra ha vinto l'IBL2 nel 2010 e nel 2012.
Nonostante la presenza del Città di Nettuno (ovvero il vecchio Nettuno BC dopo il riassetto societario), nel 2014 anche il Nettuno 2 del presidente Della Millia si è iscritto al principale torneo di Italian Baseball League, dopo un inverno fatto di numerose polemiche a vicenda tra i vertici delle due società che a loro volta avevano rischiato di non iscriversi al campionato. La squadra ha disputato gran parte dei propri incontri interni in IBL al campo dell'Acquacetosa di Roma. La società ha disputato la IBL anche nel 2015.
Nel 2019 la società aveva chiuso il campionato di Serie A2 con l'uscita nelle semifinali play-off. Ha chiesto e ottenuto il ripescaggio nella Serie A1 2020, tuttavia si è ritirata a pochi giorni dell'inizio del torneo complici alcune difficoltà economiche, ripartendo nel 2021 dalla Serie B.
Con la vittoria nei play-off della Serie B 2022, il Nettuno 2 è tornato a disputare nel 2023 la Serie A (con A1 e A2 nel frattempo unificate), retrocedendo però in B dopo una sola stagione.

### Cronistoria recente
- 2002 Serie A2 - Girone B: 12º (8/32 e 0,200)
- 2003 Serie B - Girone D: 3º (22/10 e 0,688)
- 2004 Serie B - Girone D: 2º (25/11 e 0,694)
- 2005 Serie B - Girone H: 3º (11/17 e 0,379)
- 2006 Serie B - Girone D: 6º (13/19 e 0,406)
- 2007 Serie B - Girone D: 1º promosso in A2 (30/6 e 0,833)
- 2008 Serie A2 - Girone B: 5º
- 2009 Serie A2 - Girone B: 4º (19/15 e 0,559)
- 2010 Italian Baseball League II II divisione (Campione)
- 2011 Italian Baseball League II II divisione
- 2012 Italian Baseball League II II divisione (Campione)